# Calima valenciorum
Espèce
Calima valenciorum est une espèce de schizomides de la famille des Hubbardiidae.

## Distribution
Cette espèce est endémique du département de Valle del Cauca en Colombie. Elle se rencontre vers Trujillo.

## Description
Calima bremensis mesure de 3,37 à 3,44 mm.

## Étymologie
Son nom d'espèce lui a été donné en l'honneur de la famille Valencia de Bellavista.

## Publication originale
- Moreno González & Villarreal Manzanilla, 2012 : A new genus of Hubbardiidae (Arachnida: Schizomida) from the Colombian Andes, with some taxonomic comments. Zootaxa, no 3560, p. 61–78.